# 돈 어미치

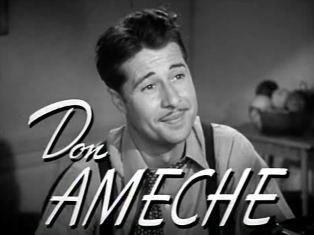

돈 어미치(Don Ameche, 1908년 5월 31일 ~ 1993년 12월 6일)는 미국의 배우이다. 본명은 도미닉 필릭스 어미치(Dominic Felix Amici)이다.
커노샤에서 태어났으며 스코츠데일에서 사망하였다. 사인은 전립선암이다.

## 출연 작품
- 세기의 영화 (1994년)
- 코리나 코리나 (1994년)
- 머나먼 여정 (1993년)
- 태양의 유혹 (1992, Sunstroke)
- 그 아버지에 그 아들 (1992년)
- 오스카 (1991년)
- 압돌 홀 (1990년)
- 제3의 기회 (1988년)
- 구혼 작전 (1988년)
- 코쿤 2 (1988년)
- 부자 연습 (1987년)
- 해리와 헨더슨 (1987년)
- 코쿤 (1985년)
- 대역전 (1983년) - 모티머 역
- 해안 경비대 (1970년)
- 그리니치 빌리지 (1944년)
- 윙 앤 프레어 (1944년)
- 천국은 기다려준다 (1943년)
- 썸딩 투 샤우트 아바웃 (1943년)
- 댓 나잇 인 리오 (1941년)
- 문 오버 마이아미 (1941년)
- 릴리언 러셀 (1940년)
- 다운 아젠틴 웨이 (1940년)
- 미드나이트 (1939년)
- 스워니 리버 (1939년)
- 삼총사 (1939년)
- 해피 랜딩 (1938년)
- 알렉산더의 랙타임 밴드 (1938년)
- 유 캔트 해브 에브리씽 (1937년)
- 시카고 (1937년)
- 원 인 어 밀리언 (1936년)
- 라모나 (1936년)

### 텔레비전
- 사랑의 유람선 (1977년)